# The Masked Singer/Staffel 5

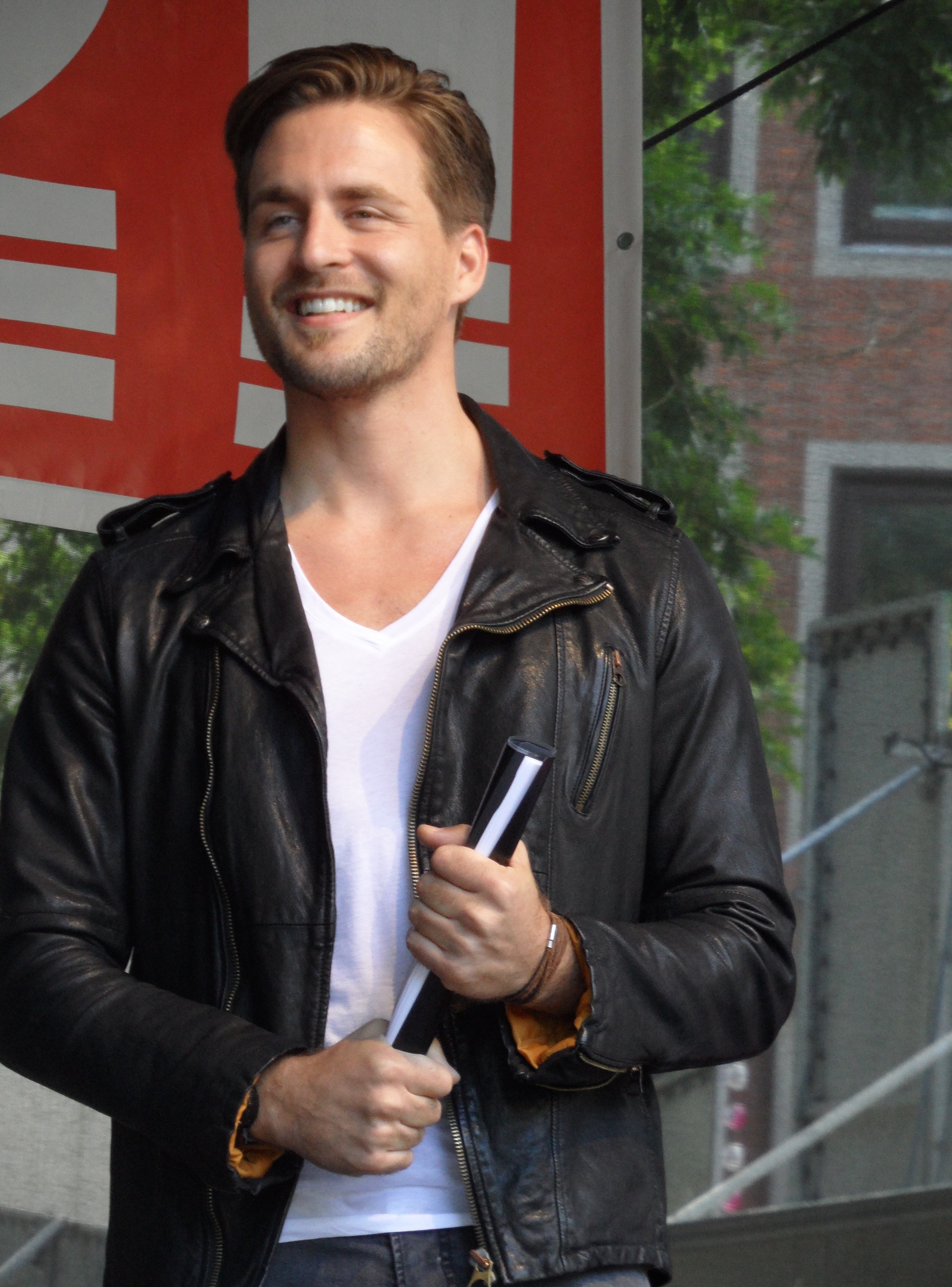
Alexander Klaws, Sieger der fünften Staffel

Die fünfte Staffel von The Masked Singer wurde am 18. März 2021 von ProSieben angekündigt.
Die Staffel wurde vom 16. Oktober bis zum 20. November 2021 in wiederum sechs Folgen im Fernsehen ausgestrahlt und war damit erstmals im Samstagabendprogramm. Ruth Moschner und Rea Garvey waren erneut feste Mitglieder des Rateteams.

## Rateteam
| Folge | Ständige Mitglieder | Ständige Mitglieder | Gastmitglied       |
| ----- | ------------------- | ------------------- | ------------------ |
| 1     | Ruth Moschner       | Rea Garvey          | Álvaro Soler       |
| 2     | Ruth Moschner       | Rea Garvey          | Janin Ullmann      |
| 3     | Ruth Moschner       | Rea Garvey          | Steven Gätjen      |
| 4     | Ruth Moschner       | Rea Garvey          | Thore Schölermann  |
| 5     | Ruth Moschner       | Rea Garvey          | Joko Winterscheidt |
| 6     | Ruth Moschner       | Rea Garvey          | Sasha              |

## Teilnehmer
| Platz | Kostüm          | Person               | Bekannt als                            | Aus in Folge | Quelle |
| ----- | --------------- | -------------------- | -------------------------------------- | ------------ | ------ |
| 1     | 0Mülli Müller 5 | Alexander Klaws      | Sänger, Musicaldarsteller, Entertainer | 6            | [ 3 ]  |
| 2     | 0Raupe 6        | Sandy Mölling        | Sängerin, Musicaldarstellerin          | 6            | [ 4 ]  |
| 3     | Heldin          | Christina Stürmer    | Sängerin                               | 6            | [ 5 ]  |
| 4     | Mops            | Carolin Niemczyk     | Sängerin                               | 6            | [ 6 ]  |
| 5     | Axolotl         | Andrea Sawatzki      | Schauspielerin, Autorin                | 5            | [ 7 ]  |
| 6     | Teddy           | Annemarie Carpendale | Moderatorin                            | 5            | [ 8 ]  |
| 7     | Phönix          | Samuel Koch          | Schauspieler, Autor                    | 4            | [ 9 ]  |
| 8     | Stinktier       | Peter Kraus          | Sänger, Schauspieler                   | 3            | [ 10 ] |
| 9     | Hammerhai       | Pierre Littbarski    | Fußballspieler, Fußballtrainer         | 2            | [ 11 ] |
| 10    | Chili           | Jens Riewa           | Moderator, Nachrichtensprecher         | 1            | [ 12 ] |

## Folgen
|    | Kostüm       | Lied, Originalinterpret                                               | Ergebnis      |
| -- | ------------ | --------------------------------------------------------------------- | ------------- |
| 1  | Mülli Müller | Hot in Herre – Nelly / Tiny Riot – Sam Ryder                          | Gewonnen      |
| 2  | Axolotl      | Oops!… I Did It Again – Britney Spears                                | Gewonnen      |
| 3  | Mops         | Un-Break My Heart – Toni Braxton                                      | Gewonnen      |
| 4  | Chili        | Can U Feel It – The Weather Girls                                     | Ausgeschieden |
| 5  | Teddy        | Lovefool – The Cardigans/Twocolors                                    | Vielleicht    |
|    |              |                                                                       |               |
| 6  | Raupe        | Proud Mary – Tina Turner                                              | Gewonnen      |
| 7  | Phönix       | Also sprach Zarathustra – Richard Strauss / Firestarter – The Prodigy | Gewonnen      |
| 8  | Hammerhai    | Sledgehammer – Peter Gabriel                                          | Vielleicht    |
| 9  | Stinktier    | I Like Chopin – Gazebo                                                | Vielleicht    |
| 10 | Heldin       | Smells Like Teen Spirit – Nirvana                                     | Gewonnen      |

|   | Kostüm       | Lied, Originalinterpret                                                                     | Ergebnis      |
| - | ------------ | ------------------------------------------------------------------------------------------- | ------------- |
| 1 | Mops         | Hochzeitsmarsch – Felix Mendelssohn Bartholdy / We Found Love – Rihanna feat. Calvin Harris | Gewonnen      |
| 2 | Teddy        | Sympathique – Pink Martini / Alors on danse – Stromae                                       | Gewonnen      |
| 3 | Stinktier    | Black or White – Michael Jackson                                                            | Vielleicht    |
|   |              |                                                                                             |               |
| 4 | Mülli Müller | Radioactive – Imagine Dragons                                                               | Gewonnen      |
| 5 | Hammerhai    | Vamos a la playa – Righeira / Another One Bites the Dust – Queen                            | Ausgeschieden |
| 6 | Heldin       | I’m with You – Avril Lavigne                                                                | Gewonnen      |
|   |              |                                                                                             |               |
| 7 | Axolotl      | Good as Hell – Lizzo                                                                        | Vielleicht    |
| 8 | Phönix       | Imagine – John Lennon                                                                       | Gewonnen      |
| 9 | Raupe        | Nutbush City Limits – Ike & Tina Turner                                                     | Gewonnen      |

|   | Kostüm       | Lied, Originalinterpret                                                 | Ergebnis      |
| - | ------------ | ----------------------------------------------------------------------- | ------------- |
| 1 | Heldin       | Alive – Sia                                                             | Gewonnen      |
| 2 | Axolotl      | Dream a Little Dream of Me – Doris Day / Jarabe Tapatío                 | Vielleicht    |
| 3 | Mülli Müller | Bombtrack – Rage Against the Machine / Heal the World – Michael Jackson | Gewonnen      |
| 4 | Stinktier    | Let Her Go – Passenger                                                  | Ausgeschieden |
|   |              |                                                                         |               |
| 5 | 0Teddy 7     | –                                                                       | –             |
| 6 | Phönix       | Bitter Sweet Symphony – The Verve                                       | Vielleicht    |
| 7 | Raupe        | Skyscraper – Demi Lovato                                                | Gewonnen      |
| 8 | Mops         | Love Me Tender – Elvis Presley / Who Let the Dogs Out – Baha Men        | Vielleicht    |

|          | Kostüm       | Lied, Originalinterpret                                                    | Ergebnis      |                                                                       |
| -------- | ------------ | -------------------------------------------------------------------------- | ------------- | --------------------------------------------------------------------- |
| 1        | Teddy        | Around the World (La La La La La) – ATC / Take a Look Around – Limp Bizkit | Gewonnen      |                                                                       |
| 2        | Raupe        | The Edge of Glory – Lady Gaga                                              | Gewonnen      |                                                                       |
| 3        | Phönix       | Over the Rainbow – Harold Arlen / What a Wonderful World – Louis Armstrong | Vielleicht    |                                                                       |
|          |              |                                                                            |               |                                                                       |
| 4        | Mülli Müller | The Power – Snap!                                                          | Gewonnen      |                                                                       |
| 5        | Mops         | Ironic – Alanis Morissette                                                 | Vielleicht    |                                                                       |
| 6        | Axolotl      | Bongo Cha-Cha-Cha – Caterina Valente                                       | Vielleicht    |                                                                       |
| 7        | Heldin       | In the End – Linkin Park                                                   | Gewonnen      |                                                                       |
| Sing-Off | Sing-Off     | Sing-Off                                                                   | Sing-Off      | Indizien-Gegenstand                                                   |
| 8        | Phönix       | Fleur De Lis – The Raven Age / I Can – Nas                                 | Ausgeschieden | Hochgehaltene offene Bücher                                           |
| 9        | Mops         | Just the Way You Are – Bruno Mars                                          | Gewonnen      | Bilder von Hunden mit Krone                                           |
| 10       | Axolotl      | I Don't Wanna Grow Up – Ramones                                            | Gewonnen      | Als Paletten-Doktorfische verkleidete Tänzer mit passenden Requisiten |

|          | Kostüm       | Lied, Originalinterpret                                     | Ergebnis      |                      |
| -------- | ------------ | ----------------------------------------------------------- | ------------- | -------------------- |
| 1        | Mülli Müller | I Will Always Love You – Whitney Houston                    | Gewonnen      |                      |
| 2        | Axolotl      | (You Gotta) Fight for Your Right (to Party!) – Beastie Boys | Vielleicht    |                      |
| 3        | Mops         | Drop It Like It’s Hot – Snoop Dogg / Halo – Beyoncé         | Vielleicht    |                      |
|          |              |                                                             |               |                      |
| 4        | Teddy        | Englishman in New York – Sting                              | Ausgeschieden |                      |
| 5        | Heldin       | Sunday Bloody Sunday – U2                                   | Vielleicht    |                      |
| 6        | Raupe        | Drivers License – Olivia Rodrigo                            | Gewonnen      |                      |
| Sing-Off | Sing-Off     | Sing-Off                                                    | Sing-Off      | Indizien-Gegenstand  |
| 7        | Axolotl      | Time Warp – The Rocky Horror Picture Show                   | Ausgeschieden | Showtreppe           |
| 8        | Mops         | Chasing Cars – Snow Patrol                                  | Gewonnen      | Glasperlen           |
| 9        | Heldin       | Hedonism (Just Because You Feel Good) – Skunk Anansie       | Gewonnen      | weg fliegendes Blatt |

|         | Kostüm                      | Lied, Originalinterpret                                                 | Ergebnis      |                                 |
| ------- | --------------------------- | ----------------------------------------------------------------------- | ------------- | ------------------------------- |
|         | Alle Teilnehmer der Staffel | Let’s Get Loud – Jennifer Lopez                                         | –             |                                 |
| Runde 1 |                             |                                                                         |               |                                 |
| 1       | Raupe                       | Heavy Cross – Gossip                                                    | Gewonnen      |                                 |
| 2       | Mops                        | Iris – Goo Goo Dolls                                                    | Ausgeschieden |                                 |
| 3       | Mülli Müller                | Dangerous – David Guetta feat. Sam Martin                               | Gewonnen      |                                 |
| 4       | Heldin                      | Another Day in Paradise – Phil Collins                                  | Gewonnen      |                                 |
| Runde 2 | Runde 2                     | Runde 2                                                                 | Runde 2       | Indizien-Gegenstand             |
| 5       | Raupe                       | Bird Set Free & Unstoppable – Sia                                       | Gewonnen      | Schmetterlinge                  |
| 6       | Mülli Müller                | Man in the Mirror – Michael Jackson                                     | Gewonnen      | Thermoskanne mit Kaffee         |
| 7       | Heldin                      | Castle on the Hill – Ed Sheeran                                         | Ausgeschieden | Weißer Mond am schwarzen Himmel |
| Runde 3 |                             |                                                                         |               |                                 |
| 8       | Raupe                       | Proud Mary – Tina Turner                                                | Ausgeschieden |                                 |
| 9       | Mülli Müller                | Bombtrack – Rage Against the Machine / Heal the World – Michael Jackson | Gewonnen      |                                 |

## The Masked Singer Ehrmann Tiger

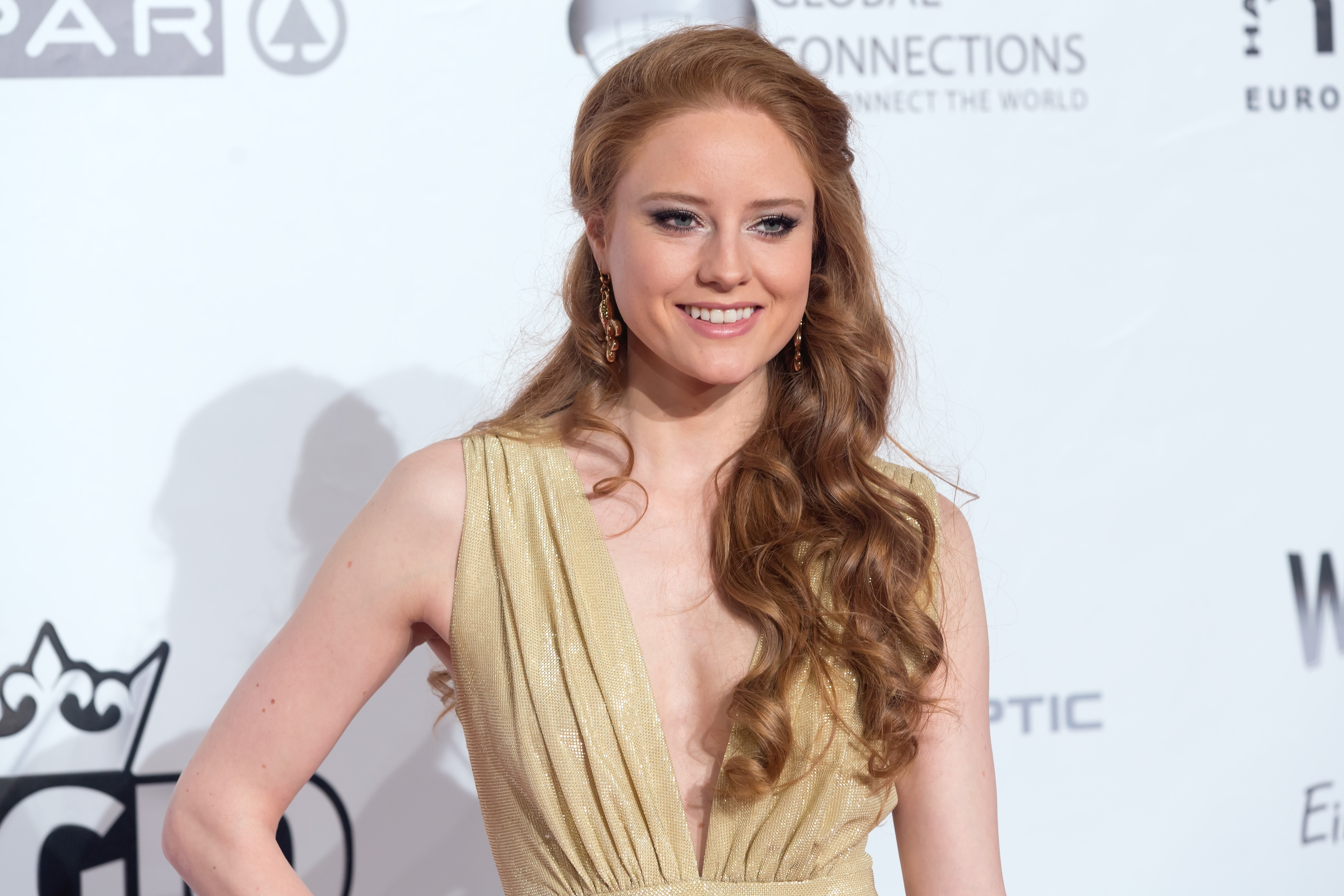
Barbara Meier, The Masked Singer Ehrmann Tiger

The Masked Singer Ehrmann Tiger war eine Online-Show im Rahmen der 5. Staffel von TMS. Erstmals trat eine Maske ausschließlich online und außer Konkurrenz zu den anderen Masken der Staffel auf. Es wurde jeden Samstag ein Performance-Video und jeden Dienstag ein Indizien-Video online gestellt. Am 20. November 2021 fand ebenfalls online die Demaskierung statt.
| Kostüm   | Person            | Bekannt als                     | Quelle                          |
| -------- | ----------------- | ------------------------------- | ------------------------------- |
| Tiger    | Barbara Meier     | Model, Schauspielerin           | [ 15 ]                          |
| Auftritt | Datum             | Lied, Originalinterpret         | Lied, Originalinterpret         |
| 1        | 16. Oktober 2021  | Saturday Night – Whigfield      | Saturday Night – Whigfield      |
| 2        | 23. Oktober 2021  | Eye of the Tiger – Survivor     | Eye of the Tiger – Survivor     |
| 3        | 30. Oktober 2021  | Wannabe – Spice Girls           | Wannabe – Spice Girls           |
| 4        | 6. November 2021  | Watermelon Sugar – Harry Styles | Watermelon Sugar – Harry Styles |
| 5        | 13. November 2021 | Lucky – Britney Spears          | Lucky – Britney Spears          |
| 6        | 20. November 2021 | Blue (Da Ba Dee) – Eiffel 65    | Blue (Da Ba Dee) – Eiffel 65    |

## Einschaltquoten
| Folge | Datum             | Zuschauer | Zuschauer       | Marktanteil | Marktanteil     | Quelle        |
| Folge | Datum             | Gesamt    | 14 bis 49 Jahre | Gesamt      | 14 bis 49 Jahre | Quelle        |
| ----- | ----------------- | --------- | --------------- | ----------- | --------------- | ------------- |
| 1     | 16. Oktober 2021  | 2,96 Mio. | 1,63 Mio.       | 11,3 %      | 24,1 %          | [ 16 ] [ 17 ] |
| 2     | 23. Oktober 2021  | 2,79 Mio. | 1,56 Mio.       | 10,7 %      | 24,1 %          | [ 18 ] [ 19 ] |
| 3     | 30. Oktober 2021  | 2,72 Mio. | 1,47 Mio.       | 10,6 %      | 24,2 %          | [ 20 ] [ 21 ] |
| 4     | 6. November 2021  | 2,20 Mio. | 1,12 Mio.       | 7,1 %       | 12,8 %          | [ 22 ] [ 23 ] |
| 5     | 13. November 2021 | 3,03 Mio. | 1,76 Mio.       | 11,4 %      | 25,1 %          | [ 24 ] [ 25 ] |
| 6     | 20. November 2021 | 3,25 Mio. | 1,77 Mio.       | 12,3 %      | 25,6 %          | [ 26 ]        |
| ø     | ø                 | 2,83 Mio. | 1,55 Mio.       | 10,6 %      | 22,7 %          | –             |